# Gas (aggregatietoestand)

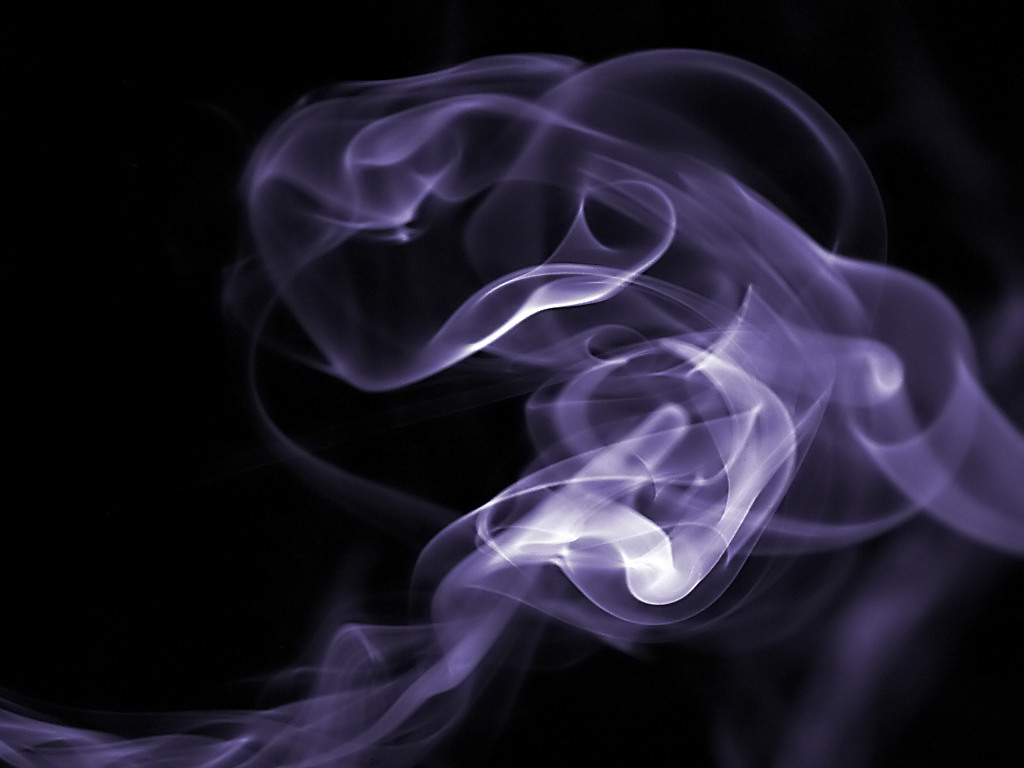
Rook geeft een indicatie van de beweging van gas door de ruimte

Gas is een van de aggregatietoestanden waarin materie kan voorkomen. In een gas hebben de moleculen van een stof zoveel warmte opgenomen dat ze los van elkaar gaan bewegen en zich verspreiden in de ruimte die ze tot hun beschikking hebben. In dit opzicht onderscheiden gassen zich van vloeistoffen en vaste stoffen, waarbij de deeltjes veel dichter op elkaar zitten. Een gas in evenwichtstoestand heeft overal gelijke druk, dichtheid en temperatuur.
Zuivere gassen kunnen bestaan uit atomen van één element (bijvoorbeeld een edelgas zoals neon), uit moleculaire enkelvoudige verbindingen (zoals zuurstof), of uit samengestelde verbindingen bestaande uit meerdere atoomsoorten (zoals koolstofdioxide). Een gasmengsel, zoals lucht, is samengesteld uit verschillende zuivere gassen. Door de sterke verspreiding van de deeltjes zijn gassen veelal onzichtbaar voor het menselijk oog. Bijna alle materie in het heelal komt voor in gasvorm.
Elke stof kan in principe in de gastoestand voorkomen, indien het voldoende verwarmd wordt of onder voldoende lage druk staat en de moleculen niet uit elkaar vallen door de eventueel toegevoerde warmte. Zo kunnen ook stoffen die normaliter niet in gastoestand voorkomen toch onder specifieke omstandigheden als gas bestaan, bijvoorbeeld goud of ijzer. Stoom is de gasvormige toestand van water.

## Definitie

Gaspartikelen (atomen, moleculen, of ionen) bewegen vrij rond

De klassieke definitie van een gas is een stof die van vorm verandert en die spontaan het volume van het vat opvult. Daarmee onderscheidt het zich van een vloeistof (die niet spontaan uitzet om het volume van de ruimte op te vullen) en een vaste stof (die niet van vorm verandert). Gassen, vloeistoffen en plasma's samen heten fluïda.
De moderne fysica nuanceert deze definities met enkele bijzondere gevallen:
- bij extreem hoge temperatuur verandert een gas in een plasma, dat is een toestand waarbij de buitenste elektronen van de atoomkern gescheiden worden en de overblijvende deeltjes dus elektrisch geladen zijn;
- volgens sommige wetenschappers moeten colloïdale mengsels als een afzonderlijke aggregatietoestand worden beschouwd;
- vloeibare kristallen worden beschouwd als een tussentoestand tussen de vloeistoffase en de vaste fase.

## Gasdruk
Fluïda worden gekenmerkt door een inwendige druk. Ieder oppervlak binnen het gas of de vloeistof ondervindt een kracht die evenredig is met de oppervlakte; de druk is de evenredigheidsfactor en wordt uitgedrukt in pascal (Pa). De druk in een gasvolume kan plaatselijk verschillen. De luchtdruk of atmosferische druk is de druk van het gasmengsel waaruit de aardatmosfeer bestaat, normaal gemeten op zeeniveau. Hij bedraagt op zeeniveau gemiddeld 1013 hPa (hectopascal).
Een manometer is een toestel om gas- of vloeistofdruk te meten. Een barometer is een manometer die speciaal ontworpen is om de luchtdruk te meten.
Een vacuüm is een ruimte waarbinnen de gasdruk veel lager is dan de atmosferische druk.

## Temperatuur en toestandsovergangen
Er treedt vorming van gas op als de temperatuur hoog en de druk laag genoeg is om een bepaalde stof van een vaste of vloeibare toestand over te gaan in een gas. Deze temperatuur verschilt per stof (is specifiek voor een gegeven stof). Water wordt bijvoorbeeld gasvormig bij 100 °C, het metaal ijzer pas bij 2750 °C. Daarentegen is zuurstof al gasvormig boven −183 °C.

### Vloeistof
In een vloeistof van een gegeven stof, kunnen de moleculen langs elkaar glijden, maar zijn door krachten aan elkaar gehecht en in contact met elkaar. Naarmate de temperatuur wordt verhoogd bewegen de moleculen zich sneller. Daardoor kunnen ze ontsnappen aan de vanderwaalskrachten (cohesie) die hen bijeenhouden, tenzij er een druk is die dat verhindert. Dit ontsnappen noemt men verdampen. Bij iedere gegeven temperatuur hoort, bij een gegeven stof, een evenwichtsdruk tussen de gas- en de vloeistoffase van die stof. Bij temperaturen onder het kookpunt van een vloeibare stof, is de dampdruk lager dan de atmosferische druk en blijft de verdamping beperkt tot het oppervlak van de vloeistof. Bij de temperatuur van het kookpunt is de dampdruk gelijk geworden aan de atmosferische druk en kan verdamping in de gehele vloeistof plaatsvinden; dit wordt koken genoemd.

### Vaste stof
Ook wanneer een vaste stof in gas verandert spreekt men van verdamping, of specifieker van sublimatie en wanneer gas verandert in een vaste stof dan spreekt men van desublimatie of rijpen. In een vaste stof trillen de moleculen wel maar ze bewegen niet langs elkaar. Moleculen kunnen ook uit vaste stoffen ontsnappen, de overgang van vaste stof naar vloeistof slaan ze dan over. Wel is de evenwichts-dampdruk in de regel lager dan bij vloeistoffen. Daardoor vindt sublimatie van bijvoorbeeld ijs en sneeuw, (twee vaste fases van de stof water), slechts plaats als de omringende lucht heel droog is.

## Geluid
Geluid is een drukgolf die zich doorheen de materie voortplant. Strikt genomen gebeurt dat ook in vloeistoffen (in vaste stoffen is er geen druk en spreekt men van schokgolven), maar meestal wordt de term geluid gereserveerd voor drukgolven in een gas. Het oor van mensen en andere zoogdieren neemt geluidsgolven waar die zich doorheen de lucht voortplanten en het trommelvlies doen trillen.
De voortplantingssnelheid van het geluid hangt af van de temperatuur, de molaire massa en de specifieke warmteverhouding van het gas. In gewone lucht bij kamertemperatuur bedraagt ze 343 meter per seconde.

## Stroming van gassen

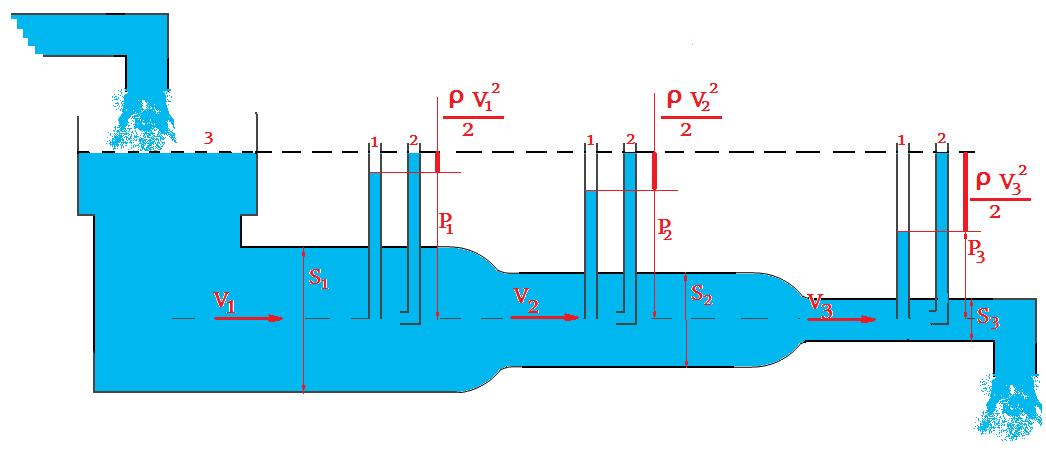
Illustratie van de wet van Bernouilli aan de hand van stromend water; het drukverschil tussen de stroomrichting en de dwarsrichting is evenredig met het kwadraat van de snelheid. In gassen gelden dezelfde vergelijkingen.

De aerodynamica is de wetenschap die de stroming van gassen bestudeert. Aan de basis ligt de wet van Bernoulli die zegt dat de druk het hoogst is op de plaatsen waar het fluïdum het traagst stroomt. Daaruit volgen allerlei toepassingen zoals de liftkracht van een vliegtuigvleugel, de bijkomende trek van een schoorsteen als gevolg van horizontale wind, en de pitotbuis om de snelheid van een vliegtuig te meten.

## Geschiedenis van het onderzoek naar gassen

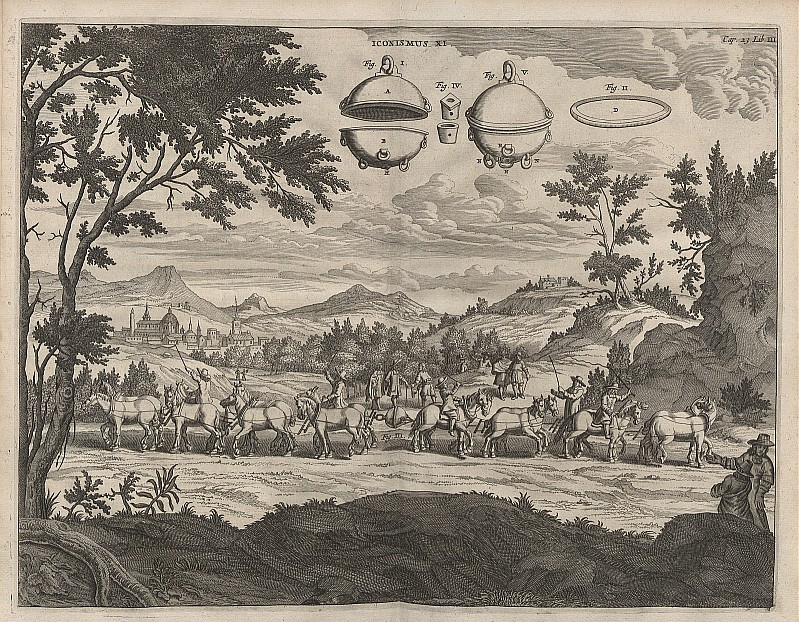
Gravure uit 1672 die het experiment van von Guericke voorstelt

Lucht was naast water, aarde en vuur een van de vier elementen uit de klassieke oudheid, maar het begrip druk verschijnt pas vanaf de wetenschappelijke revolutie. Galileo Galilei verdedigde nog het Aristotelische standpunt van de horror vacui: de natuur verafschuwt een lege ruimte. Om te verklaren dat water in een zuigpomp niet hoger dan een tiental meter kan worden opgepompt, nam hij aan dat de mate van afschuw van de lege ruimte precies overeenkwam met het gewicht van die waterkolom. Zijn leerling Evangelista Torricelli maakte verfijnde praktische metingen mogelijk door een glazen zuil in een kwikbad te gebruiken: de kolom is dan maar 76 cm hoog.
Het woord 'gas', ontleend aan het Griekse woord chaos, werd in de zeventiende eeuw door de Vlaamse alchemist Jan Baptista van Helmont geïntroduceerd.
Blaise Pascal stelde vast dat een Torricellibuis binnenin een vacuüm geen hoogteverschilt toont tussen de kwikniveaus aan de binnen- en buitenkant van de buis, en dat het kwik in de buis langzaam stijgt als men in het vacuüm lucht laat binnensijpelen. Op zijn aanwijzingen mat zijn schoonbroer Florin Perier op 19 september 1648 de lengte van de kwikkolom op verschillende hoogtes op de Puy de Dôme, daarmee aantonend dat het gedrag van de kwikkolom veroorzaakt werd door het gewicht van de lucht in de atmosfeer. Otto von Guericke demonstreerde dit in 1654 spectaculair met de Maagdenburger halve bollen. Verdere experimenten van Robert Boyle en Edme Mariotte, onder meer met het gedrag van Torricellibuizen onder water, culmineerden in de eerste gedeeltelijke vorm van de algemene gaswet, thans bekend als de wet van Boyle-Mariotte.
De kinetische gastheorie, dat wil zeggen de hypothese dat een gas bestaat uit een groot aantal bewegende en botsende deeltjes, gaat terug tot Isaac Newton; maar het was Daniel Bernoulli die voor er voor het eerst een mathematisch resultaat uit afleidde, namelijk een theoretisch bewijs voor de wet van Boyle-Mariotte (Hydrodynamica, 1738).
Voor de algemene gaswet mét temperatuursafhankelijkheid was het wachten op de calorimetrie, die haar vorm kreeg door het werk van Antoine Lavoisier en Pierre-Simon Laplace op het einde van de achttiende eeuw (Mémoire sur la chaleur, 1783). In 1802 toonden John Dalton en Louis Gay-Lussac onafhankelijk van elkaar aan dat alle gassen dezelfde relatieve volumetoename ondergaan bij opwarming over hetzelfde temperatuurinterval. Laplace slaagde erin de Newtoniaanse voorspelling van de geluidssnelheid in overeenstemming te brengen met de waarnemingen door rekening te houden met de adiabatische opwarming van de lucht in de hogedrukgebieden van een geluidsgolf.
Pas in 1823 maakte Michael Faraday gassen vloeibaar; tevoren kende men wel verdamping van vloeistoffen, maar Faraday toonde definitief aan dat gas geen stofklasse is, maar een aggregatietoestand van bijna alle stoffen.
Vanaf de negentiende eeuw nam de studie van gassen een hoge vlucht dankzij de opkomst van de thermodynamica, geïnspireerd door de technische vraagstukken van de industriële revolutie. We vermelden nog het werk van Johannes Diderik van der Waals, die in 1873 een kinetische gastheorie ontwikkelde waarbij de interactie op afstand tussen de deeltjes niet langer verwaarloosd werd, en waardoor hij de overgang tussen de gasfase en de vloeistoffase kon verklaren.